# ディンキン族
数学において、ディンキン族（ディンキンぞく、Dynkin system）あるいは λ-族とは、ある集合の部分集合の族であって、測度と親和性の良いいくつかの条件を満たすものである。

## 定義
集合 X 上のディンキン族とは、X の部分集合の族 {\displaystyle {\mathcal {D}}} であって、以下の条件を満たすものをいう：
- X は {\displaystyle {\mathcal {D}}} の元である。
- A1, A2, ... が単調増大な {\displaystyle {\mathcal {D}}} の元の列ならば、それらの和集合 {\displaystyle \bigcup _{n=1}^{\infty }A_{n}} も {\displaystyle {\mathcal {D}}} の元である。
- A, B が {\displaystyle {\mathcal {D}}} の元で A ⊃ B が成立するならば、それらの差集合 {\displaystyle A\setminus B} も {\displaystyle {\mathcal {D}}} の元である。

## ディンキン族定理
集合 X の部分集合族 {\displaystyle {\mathcal {A}}} が
{\displaystyle A,B\in {\mathcal {A}}\implies A\cap B\in {\mathcal {A}}}
を満たすならば、{\displaystyle {\mathcal {A}}} を含む最小のディンキン族は {\displaystyle {\mathcal {A}}} を含む最小の完全加法族に一致する。これをディンキン族定理という。